# Anderson Bruford Wakeman Howe (album)
Anderson Bruford Wakeman Howe – studyjny album członków grupy Yes, wydany w 1989 roku.
Album wydany w okresie istnienia dwóch grup stworzonych przez założycieli Yes, Jona Andersona i Chrisa Squire. Niewydany pod szyldem Yes z powodu braku konsensusu, której z tych grup przysługiwało wówczas prawo do noszenia tej nazwy.

## Lista utworów
1. "Themes" – 5:58
  1. "Sound"
  2. "Second Attention"
  3. "Soul Warrior"
2. "Fist of Fire" – 3:27
3. "Brother of Mine" – 10:18
  1. "The Big Dream"
  2. "Nothing can Come Between Us"
  3. "Long Lost Brother of Mine"
4. "Birthright" – 6:02
5. "The Meeting" – 4:21
6. "Quartet" – 9:22
  1. "I Wanna Learn"
  2. "She Gives Me Love"
  3. "Who Was the First"
  4. "I’m Alive"
7. "Teakbois" – 7:39
8. "Order of the Universe" – 9:02
  1. "Order Theme"
  2. "Rock Gives Courage"
  3. "It’s So Hard to Grow"
  4. "The Universe"
9. "Let’s Pretend" – 2:56

## Twórcy
Opracowano na podstawie materiału źródłowego.

- Jon Anderson – wokal prowadzący, produkcja muzyczna
- Bill Bruford – perkusja akustyczna, perkusja elektroniczna
- Rick Wakeman – instrumenty klawiszowe
- Steve Howe – gitar rytmiczna, gitara prowadząca
- Tony Levin – gitara basowa, wokal
- Deborah Anderson – wokal wspierający
- Michael Barbiero – miksowanie
- Chanteuses – wokal
- Matt Clifford – instrumenty klawiszowe, orkiestracje, programowanie, wokal
- Rupert Coulson – asystent inżyniera dźwięku
- George Cowan – asystent inżyniera dźwięku
- Martyn Dean – dizajn, konsultacje
- Roger Dean – oprawa graficzna, dizajn, ilustracje
- Francis Dunnery – wokal wspierający
- Emerald Community Singers – wokal wspierający
- Joe Hammer – programowanie
- In Seine Singers – wokal
- J.M.C. Singers – wokal wspierający
- Carol Kenyon – wokal wspierający
- Chris Kimsey – inżynieria dźwięku, produkcja muzyczna
- Roy Lott – A&R
- Bob Ludwig – mastering
- Milton McDonald – gitara rytmiczna
- Tessa Niles – wokal wspierający
- Steve Orchard – asystent inżyniera dźwięku
- Oxford Circus Singers – wokal wspierający
- Chris Potter – inżynieria dźwięku
- Christopher Marc Potter – inżynieria dźwięku
- Michael Putland – zdjęcia
- Giles Sampic – inżynieria dźwięku, przedprodukcja
- Steve Thompson – miksowanie